# Dasychira statheuta
Dasychira statheuta är en fjärilsart som beskrevs av Collenette 1937. Dasychira statheuta ingår i släktet Dasychira och familjen tofsspinnare. Inga underarter finns listade i Catalogue of Life.